# Hans Nötzli
Hans Nötzli (* 15. März 1921 in Zürich; † 8. Februar 1995 ebenda) ist ein ehemaliger Schweizer Radrennfahrer.

## Sportliche Laufbahn
Mit dem Radsport begann er 1940. Seinen ersten bedeutenden Sieg als Amateur holte er 1945 mit dem Sieg in der nationalen Meisterschaft im Strassenrennen. 1946 gewann er den Strassenpreis von Zürich. Danach wechselte er in die Klasse der Unabhängigen und wurde 1947 Berufsfahrer im Radsportteam Amberg-Helvetia, in dem in jener Saison auch Hugo Koblet unter Vertrag stand. 1948 siegte er im Grossen Preis von Basel vor Emilio Croci Torti. 1951 wurde er Dritter in der nationalen Meisterschaft in der Einerverfolgung, die von Hugo Koblet gewonnen wurde.
Die Vier-Kantone-Rundfahrt beendete er beim Sieg von Hans Flückiger auf dem 3. Rang. 1953 siegte er im Grossen Preis Veith in Deutschland. 1952 wurde er im Profirennen der UCI-Strassen-Weltmeisterschaften auf dem 11. Rang klassiert. Die heimische Tour de Suisse bestritt er achtmal, sein 16. Platz 1952 war das beste von ihm erzielte Resultat in der Gesamtwertung.